# Солдаты бетонной лирики
«Солдаты бетонной лирики» («С.Б.Л.») — российская рэп-группа из Самары, образованная Капой (экс-«Собачья стая») и Дизелем (экс-«1-бойники») в декабре 2000 года. Летом 2001 года к команде присоединился Багзи, а в апреле 2002 года — Шайн (экс-«Собачья стая»). Коллектив работал в жанре хип-хоп. За музыку отвечал Капа, а тексты каждый писал себе сам.
В феврале 2001 года группа стала бронзовым призёром международного фестиваля «Кофемолка» в Чебоксарах. В апреле 2002 года Капа объединился с Шайном (экс-«Собачья стая») и дуэтом записал с ним альбом «ШайКа», который был выпущен спустя два года на лейбле 100Pro и стал одним из «Лучших хип-хоп-альбомов года» на церемонии Hip-Hop.Ru Awards 2004. В конце 2002 года Шайн и Капа в составе «С.Б.Л.» выступили на фестивале Rap Music 2002, где Капе была присуждена премия «Лучшего MC года». В 2005 году группа распалась из-за творческих разногласий, а Шайн и Капа начали сольную карьеру.

## История
В июле 2000 года Капа из «Собачьей стаи», Snike из F.W.Jam (Алексей Кулагин) и Дизель из «1-бойников» (Евгений Борисов) записали совместный трек «Почему?» во внеэфирное ночное время в студии радиостанции «Мегаполис». Текст ко всем трём куплетам написал Капа, а музыку предоставил Дизель. Самарский диджей DJ Will-Ain (Вячеслав Дочкин) создал инструментал на основе музыкальной нарезки из трека Fabe «L'impertinent (DJ Cut Killer Remix)» (1999), к которой вначале добавил отрывок из детского звукового журнала «Колобок». Название для проекта — «Солдаты бетонной лирики» (сокращённо «С.Б.Л.») — было придумано Капой на основе первых строчек его куплета («Солдаты бетонной пыли сгустились надо мной»). После ссоры с участниками группы F.W.Jam в декабре 2000 года, Капа принял решение объединиться с Дизелем в рэп-группу «Солдаты бетонной лирики» и выступить с ним на фестивале «Кофемолка» в Чебоксарах. Готовясь к предстоящему событию, они записали в студии радиостанции «Мегаполис» трек «Стиль Самара», который представили в отборочном туре фестиваля во Дворце культуры ЧГУ им. И.Н. Ульянова 19 января 2001 года. В итоге команда «С.Б.Л.» прошла в финальную часть соревнований и заняла третье место в рэп-конкурсе 24 февраля 2001 года. После выступления самарцы решили объединиться с чебоксарцами в проект «ВоЧи» («Волжские читалы») и во время приезда чебоксарцев в Самару на мероприятие «Hip-Hop Баталия» 12 апреля записали с ними совместный трек «Самара-Чебоксары» (Капа, Дизель, Арнольд, Шарап, Прицеп). Помимо этого летом Капа помирился со Snike’ом и совместно с Дизелем они записали трек «Начинайте битву», в котором упомянули новый проект «ВоЧи» и процитировали строчку из трека «Звони 02» группы Bad Balance из последнего альбома «Каменный лес».
Летом 2001 года к команде присоединился Багзи и впервые выступил в её составе на фестивале «Snickers Урбания» в Струковском саду Самары 8 сентября 2001 года. На мероприятии были презентованы треки «Дорога в Пензу» (Багзи и Капа), «Самара-Чебоксары» (Капа и Дизель), «Стиль Самара» (Капа и Дизель), «Друг за друга» (Багзи, Капа и Дизель) и «Начинайте битву» (Капа, Snike и Дизель). 23 марта 2002 года «Солдаты бетонной лирики» (Капа, Дизель и Багзи) вместе с группами «Пен-а-пласт», «63 регион» (Тольятти), «Соблюдай дистанцию» (Арнольд и Шарап) (Чебоксары), МС Прицеп с битмейкером Скок (Чебоксары), F.W.Jam (с диджеем Slam) и брейк-командой «Борцы с гравитацией» выступили в местном клубе на презентации радиошоу Rap Jam. 26 апреля в Чебоксарах состоялась презентация сборника «Стиль Волга», куда вошёл сольный трек Капы «Мы живём здесь». После концерта произошёл конфликт, в результате которого самарцы приняли решение уйти из команды. В апреле 2002 года Дизель покинул группу из-за нехватки времени и стал дистрибьютором продукции лейбла 100Pro в Самаре.
В апреле 2002 года в рамках команды «Солдаты бетонной лирики» был создан проект «ШайКа» (название было составлено из первых слогов псевдонимов Шайн и Капа). Дебютное выступление дуэта состоялось в здании кинотеатра «Восход» на фестивале «Хип-хоп-легион» в Новокуйбышевске 19 апреля 2002 года, который ежегодно организовывал Анатолий Горячкин («Rain») с 2000 по 2005 год. С июня по октябрь в течение трёх месяцев Шайн и Капа записали дебютный альбом в студии радиостанции «Мегаполис» с помощью звукорежиссёра Александра Шкурдоды. Запись проходила во внеэфирное ночное время, а к утру рэп-исполнители возвращались домой, и иногда, не выспавшись, пропускали занятия в университете. Записи группы около года находились в ротации программы Rap Jam на радиостанции «Станция СОК 106.6 FM», а на книжном рынке Самары можно было приобрести на компакт-дисках 30-минутный микстейп «С.Б.Л. Mix». В конце года Шайн и Капа в составе «С.Б.Л.» приняли участие в рэп-фестивале Rap Music 2002, который прошёл во Дворце спорта «Юбилейный» в Санкт-Петербурге 29 декабря 2002 года, где выступили с композициями «Мы живём здесь» и «Уважай мой стиль». Призового места они не заняли, но Капе была присуждена премия «Лучшего МС года», а композиция «Мы живём здесь» стала визитной карточкой группы.
В июне 2003 года команда «Солдаты бетонной лирики» присоединилась к хип-хоп-объединению «Бурлаки на Волге», которое было образовано летом 1999 года из четырёх волжских рэп-команд: «Злой Дух» (Казань), «Буран» (Казань), «Белые братья» (Чебоксары) и «Типичный ритм» (Нижний Новгород). Поводом для этого стал трек «Волга», записанный Капой совместно с группами «Белые братья» и «Типичный ритм». 8 июля был выпущен сборник «Рэп на 100%: Анапа Арт 2003» с треком «Сын» от «Солдат бетонной лирики». 30 июля 2003 года композиция «Сын» попала в эфир ночной программы «Фристайл» на «Нашем радио», где ведущий «Панда» назвал Капу «открытием сезона» и подчеркнул его умение исполнять рэп, используя технику Method Man’а из Wu-Tang Clan.
В конце 2003 года Шайн и Капа в составе «С.Б.Л.» в качестве гостей выступили с песней «Сын» на рэп-фестивале Rap Music 2003, который прошёл в клубе Ozon в Москве 26 декабря. После выступления Шайн и Капа как солисты группы «Солдаты бетонной лирики» подписали контракт с московским лейблом 100Pro на выпуск дебютного альбома «ШайКа», который увидел свет 25 апреля 2004 года. В релиз вошло два скандальных трека на музыку Al Solo: «Сын» (русский вариант трека Method Man «Bring da Pain») (2003) и «Жена кондуктора» (русский вариант трека Wu-Tang Clan «Conditioner») (2003). Презентация альбома «ШайКа» прошла в КЗ «Дзержинка» Самары 7 февраля 2004 года и сопровождалась выходом предварительной копии альбома.
В 2005 году группа распалась из-за творческих разногласий. Капа занялся сольной карьерой. Шайн также решил начать сольную карьеру, однако, из-за собственной лени написал только текст песни «По стерео» и прекратил работу над альбомом.
20 июня 2008 года Капа выступил с сольной программой при поддержке Шайна в клубе «Аура» в Самаре. 28 августа вышло два новых сингла от «Солдат бетонной лирики» (Шайн и Капа), записанных в новом звучании: «Стиль Самара» (Rick Ross mix '08) и «Спокоен как лёд» (Da Luniz mix '08). По словам Шайна, в «Спокоен как лёд» он добавил куплет, который не вошёл в альбомную версию.
9 января 2009 года Шайн и Капа выступили от имени группы «Солдаты бетонной лирики» в клубе «Вокзал» в городе Бузулук Оренбургской области, а 28 марта — в клубе «Бункер» в городе Чапаевск Самарской области. 2 октября Капа выступил при поддержке Шайна на разогреве у российской рэп-группы Bad Balance в универсальном комплексе «МТЛ Арена» в Самаре, исполнив треки «Накажись», «Там на небе богам» и «Китайская забегаловка».

## Критика
В мае 2004 года журналисты сайта Rap-Style.ru в обзоре альбома «Солдаты бетонной лирики» «Шайка» отметили способность Капы и Шайна достаточно хорошо дополнять друг друга. В частности, у Шайна отмечена хорошая лирика и считка, умение хорошо раскрывать тему, а у Капы — наличие стиля Method Man’а, что, по мнению Андрея Михеева (X-Star), является копией, которая «всегда хуже оригинала». Также авторы подчеркнули в альбоме музыку Капы, которая отличает «Солдат» от других русскоязычных рэп-групп. Лучшими треками на диске были выбраны «Драма» и «Перемены», темы которых заставляют задуматься, содержат отличную музыку, лирику и считку. Среди слабых треков рецензент S.m.i.T. выделил темы про «псевдо-гангстеров» — «Берегись автомобиля» и «Это мой день», а рецензент X-Star отметил в треке «Спокоен как лёд» большое количество мата, которое его портит.
В октябре 2004 года журналисты самарской областной молодёжной газеты «Волжский комсомолец сегодня» упомянули о недавнем успехе группы «Солдаты бетонной лирики», чьи солисты Шайн и Капа «читали свои тексты на площадях, и тысячи молодых сердец отбивали ритм их речитативов».

### Рейтинги
Осенью 2002 года команда «Солдаты бетонной лирики» (Шайн и Капа) была отобрана членами жюри для участия в ежегодном международном фестивале Rap Music как единственный представитель Самары. За месяц до проведения фестиваля компания 100Pro выпустила на компакт-дисках и аудиокассетах сборник «Rap прорыв № 4», состоящий из 20 треков от команд из различных городов, включая трек «Драма» (музыка и текст: Капа и Шайн) от «Солдат бетонной лирики». К сборнику был прикреплён отрывной купон для выбора десяти лучших для участия в фестивале. Таким образом путём голосования слушателей сборника и пользователей сети Интернет, отдавших свой голос на сайте 100Pro, «Солдаты бетонной лирики» прошли финальный отбор и были приглашены на Rap Music, который состоялся во Дворце спорта «Юбилейный» в Санкт-Петербурге 29 декабря 2002 года.
12 февраля 2005 года альбом «ШайКа» группы «Солдаты бетонной лирики» занял 31 место в номинации «Лучший хип-хоп-альбом 2004 года» на второй ежегодной церемонии Hip-Hop.Ru Awards 2004 по результатам голосования пользователей сайта Hip-Hop.Ru.
8 марта 2010 года концерт Капы и Шайна в клубе «Бункер» в городе Чапаевск 28 марта 2009 года занял 17 место в номинации «Лучшее хип-хоп-видео 2009 года» на седьмой ежегодной церемонии Hip-Hop.Ru Awards 2009 по результатам голосования пользователей сайта Hip-Hop.Ru.

## Состав группы
- Капа (Александр Ма́лец) (род. 24 мая 1983 года, Нижний Тагил) — рэп-исполнитель, автор текстов и битмейкер самарских рэп-групп «Собачья стая» (январь 1999—сентябрь 2000), «Солдаты бетонной лирики» (декабрь 2000—январь 2005). Лауреат хип-хоп-фестиваля Free Nation '99 (Самара, декабрь 1999) (в составе «Собачья стая»)[5]. Бронзовый призёр фестиваля «Кофемолка» 2001 (в составе «Солдаты бетонной лирики»)[3]. Участник фестиваля Rap Music 2002 («Лучший MC года»)[3]. Пятикратный номинант премий Hip-Hop.Ru Awards[4][32]. Является одним из первых рэперов и битмейкеров Самары[2].
- Шайн (Максим Ермолов) (23 июля 1981 года, Куйбышев — 1 декабря 2024, Макеевка) — рэп-исполнитель и автор текстов самарских рэп-групп «Собачья стая» (весна 2000—сентябрь 2000), «Солдаты бетонной лирики» (апрель 2002—январь 2005). Участник фестиваля Rap Music 2002[1]. Номинант премий Hip-Hop.Ru Awards 2004[4] и Hip-Hop.Ru Awards 2009[32]. Являлся одним из первых рэперов Самары[5].
- Дизель (Евгений Борисов) (род. 15 февраля 1980 года, Куйбышев) — рэп-исполнитель и автор текстов самарских рэп-групп «1-бойники» (январь 1999—сентябрь 2000), «Солдаты бетонной лирики» (декабрь 2000—апрель 2002). Бронзовый призёр фестиваля «Кофемолка» 2001 (в составе «Солдаты бетонной лирики»)[3]. Один из первых рэперов Самары. С апреля 2002 года стал предпринимателем. Владелец магазина хип-хоп-одежды Queens в Самаре (с 20 апреля 2008 года).
- Багзи (сокращённо БЗ) (Роман Васин) (род. 19 сентября 1983 года, Куйбышев) — рэп-исполнитель и автор текстов самарских рэп-групп «Собачья стая» (январь 1999—сентябрь 2000), «Солдаты бетонной лирики» (лето 2001—апрель 2002), а также участник пензенской рэп-группы «Пен-а-пласт» (январь 2000—лето 2001). Лауреат хип-хоп-фестиваля Free Nation '99 (Самара, декабрь 1999 года) (в составе «Собачья стая»). Лауреат межрегионального фестиваля рэп-музыки и брейк-данса «Хип-хоп-легион» (Новокуйбышевск, апрель 2001 года) (в составе «Пен-а-пласт») («Лучший MC фестиваля»)[37]. Один из первых рэперов Самары.
- Snike (Алексей Кулагин) (5 апреля 1980 года, Куйбышев — 21 июня 2024 года, Самара) — рэп-исполнитель и автор текстов самарских рэп-групп 4 White Niggaz (1996—1999) и F.W.Jam (1999—2002), хип-хоп-объединения «Главы пяти семей» (2000). Участвовал в записи трека «Почему?» проекта «Солдаты бетонной лирики» (август 2000). Один из первых рэперов Самары.

## Дискография
Студийные альбомы
- 2004 — «ШайКа»

Компиляции
- 2001 — Live @ «Snickers Урбания» 2001

Микстейпы
- 2002 — «С.Б.Л. Mix»

Промо
- 2004 — «Шайка» (CDr, Advance)

Синглы
- 2000 — «Почему?» («С.Б.Л.»: Капа, Дизель feat. Snike из F.W.Jam)
- 2001 — «Стиль Самара» («С.Б.Л.»: Капа и Дизель)
- 2001 — «Самара—Чебоксары» от «Вочи»: «С.Б.Л.» (Капа и Дизель), «Соблюдай дистанцию» (Арнольд и Шарап), МС Прицеп
- 2001 — «Начинайте битву» («С.Б.Л.»: Капа, Дизель feat. Snike из F.W.Jam)
- 2001 — «Начинайте битву» («С.Б.Л.»: Капа и Дизель)
- 2001 — «Дорога в Пензу» («С.Б.Л.»: Багзи и Капа)[15]
- 2001 — «Друг за друга» («С.Б.Л.»: Багзи, Капа и Дизель)
- 2002 — «С.Б.Л.» («С.Б.Л.»: Капа и Дизель)
- 2005 — «Не пытайся понять. Часть 2» («С.Б.Л.»: Шайн и Капа)
- 2008 — «Стиль Самара» (Rick Ross mix '08) («С.Б.Л.»: Шайн и Капа)
- 2008 — «Спокоен как лёд» (Da Luniz mix '08) («С.Б.Л.»: Шайн и Капа)

Участие
- 2002 — Сборник «Rap прорыв № 4» (Солдаты бетонной лирики — «Драма»)
- 2003 — Сборник «Рэп на 100%: Анапа Арт 2003» (Солдаты бетонной лирики — «Сын»)
- 2004 — Сборник Rap Music Live 2003 (Солдаты бетонной лирики (Гости из Самары) — «Сын» Live)
- 2004 — Сборник «Сотка # 1: Горячий рэп микс» (Солдаты бетонной лирики — «Мы живём здесь»)
- 2007 — Сборник «RAP Летняя коллекция» (Солдаты бетонной лирики — «Начинайте битву»)
- 2010 — Шайн эМэС — 2k10 Mixtape (Солдаты бетонной лирики — «Спокоен как лёд» (Da Luniz mix '08))

Чарты и ротации
В 2000 году трек «Почему?» проекта «Солдаты бетонной лирики» (Капа, Snike и Дизель) прозвучал в эфире программы Street Beat радиостанции «Мегаполис» (Самара).
С 2002 по 2003 год треки группы «Солдаты бетонной лирики» находились в ротации программы Rap Jam на радиостанции «Станция СОК 106.6 FM» (Самара): «Почему?» (feat. Snike из F.W.Jam) (03.03.2002, в гостях — Капа и Дизель), «Начинайте битву» (Капа и Дизель) (24.03.2002), «Самара—Чебоксары» («Вочи») (24.03.2002), «Перемены» и «Начинайте битву» (Live) (23.06.2002, в гостях — Капа и Шайн), «Уважай мой стиль», «Драма» (24.11.2002, в гостях — Капа и Шайн), «Мы живём здесь» (Live @ Rap Music 2002, 29.12.2002), «Фристайл» (22.06.2003, в гостях — Капа), «Не пытайся понять» (29.06.2003).
30 июля 2003 года композиция «Сын» группы «Солдаты бетонной лирики» попала в эфир ночной программы «Фристайл» на «Нашем радио», где ведущий «Панда» назвал Капу «открытием сезона» и подчеркнул его умение исполнять рэп, используя технику Method Man’а из Wu-Tang Clan.

## Видеоклипы
- 2003 — Rap Music 2002 Live («Солдаты бетонной лирики» — Интервью, «Уважай мой стиль») (VHS)
- 2005 — «Не пытайся понять» («Солдаты бетонной лирики») (режиссёр: Капа)